# Кампице (Авелино)
Кампице је насеље у Италији у округу Авелино, региону Кампанија.
Према процени из 2011. у насељу је живело 333 становника. Насеље се налази на надморској висини од 264 м.